# Saint-Étienne-la-Cigogne
Saint-Étienne-la-Cigogne foi uma comuna francesa na região administrativa da Nova Aquitânia, no departamento de Deux-Sèvres. Estendia-se por uma área de 4,82 km². Em 2010 a comuna tinha 135 habitantes (densidade: 28 hab./km²).
Em 1 de janeiro de 2018, passou a formar parte da nova comuna de Plaine-d'Argenson.